# Port de Ciutadella

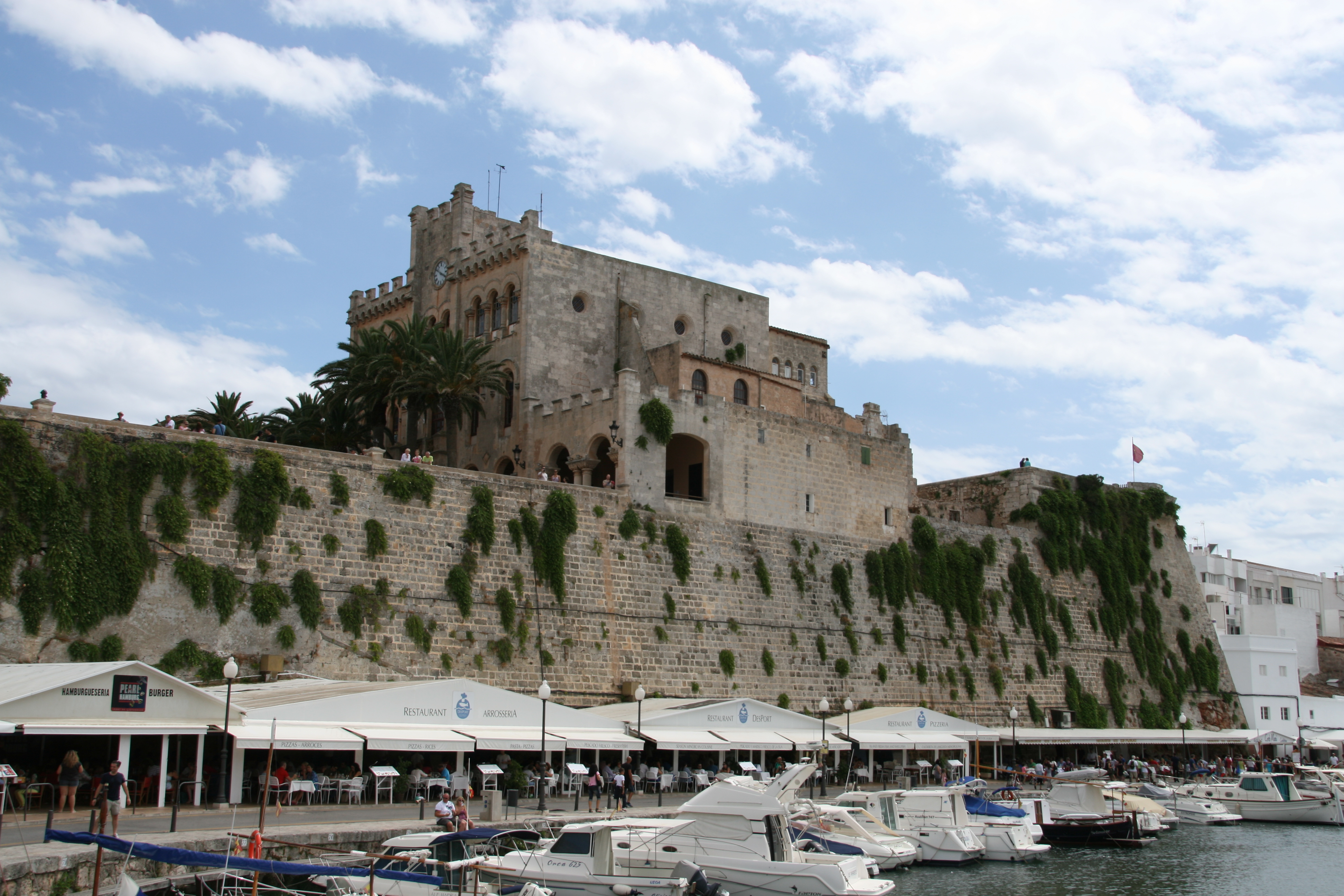
Muralles de Ciutadella

El port de Ciutadella està situat a l'oest de l'illa de Menorca. Aproximadament fa una allargada de 1.170 metres, i d'amplada va dels 110 metres als 15 metres al tram final, i d'ençà del 2011 compta amb un port auxiliar a Son Blanc on arriben els vaixells de passatgers i càrrega, mentre que el port antic acull solament embarcacions menors. Té 174 amarraments i disposa d'una grua de 6,5 tones.
Al port de Ciutadella operen les empreses Balearia i Transmapi, que connecten Ciutadella amb Alcúdia (1:15h - 2h de trajecte) i Barcelona (9h, amb transbord a Alcúdia). Anteriorment, havia existit també connexió amb el port de Cala Rajada (1h): la ruta, nascuda als anys noranta, deixà d'existir el 2012. És gestionat per l'ens públic Ports de les Illes Balears, de competència autonòmica, a diferència del Port de Maó, gestionat per l'Autoritat Portuària de Balears, depenent del Ministeri de Foment.

## Rissagues
Uns dels problemes que té el port de Ciutadella són les rissagues, que es propaguen per causes meteorològiques com els forts vents a la troposfera (aire càlid en nivells de l'atmosfera i feble o moderada en la superfície) pujades i baixades brusques del nivell de la mar en molt poc temps. Quan es produeix això es poden causar destrosses molt greus com la pèrdua de les terrasses dels bars, embarcacions, iots, etc.

## Dic exterior
L'any 2011 es va inaugurar el nou dic per amarraments de vaixells de gran eslora a Son Blanc (Ciutadella de Menorca). Aquest dic es va construir amb la intenció que la zona de Ponent i el port de Ciutadella poguessin acollir vaixells de gran eslora, augmentant-ne l'oferta i assegurant la protecció de les embarcacions davant de males condicions meteorològiques.